# تشارلز إم. هوليستر
تشارلز إم. هوليستر (بالإنجليزية: Charles M. Hollister)‏ هو مدير فني أمريكي، ولد في 2 سبتمبر 1867 في باوليت في الولايات المتحدة، وتوفي في 18 مايو 1923 في شيكاغو في الولايات المتحدة.